# M1 간선도로 (아제르바이잔)
M1 간선도로는 사무르에서 바쿠까지 이어주는 간선도로로, 총 연장은 약 203 km이다. 그러나 이 도로의 기점이 러시아의 국경과도 맞닿아 있으며, 아시안 하이웨이 8호선() 및 유럽 고속도로 119호선의 각 일부로 구성되어 있는 것으로 보인다.